# Gao Heng
Gao Heng  (Chinees: (高恆)) (570-577) was op  papier de laatste heerser van China van de Noordelijke Qi-dynastie.
Vooraleer zijn vader Gao Wei het keizerlijk paleis ontvluchtte, kroonde hij zijn zevenjarige zoon tot keizer. Beide werden gevangengenomen door de Noordelijke Zhou-dynastie en de clan Gao werd uit de weggeruimd. Dit betekende het einde van de Noordelijke Qi-dynastie.